# Jean Cras

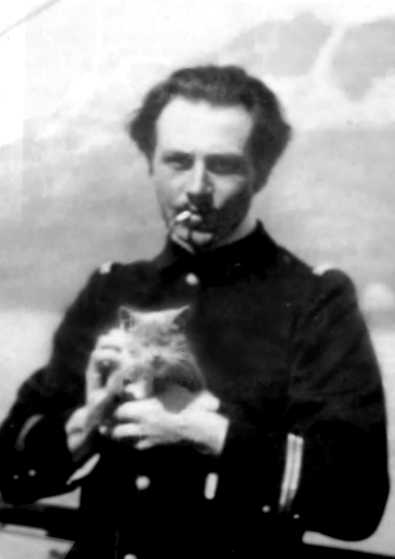
Jean Cras

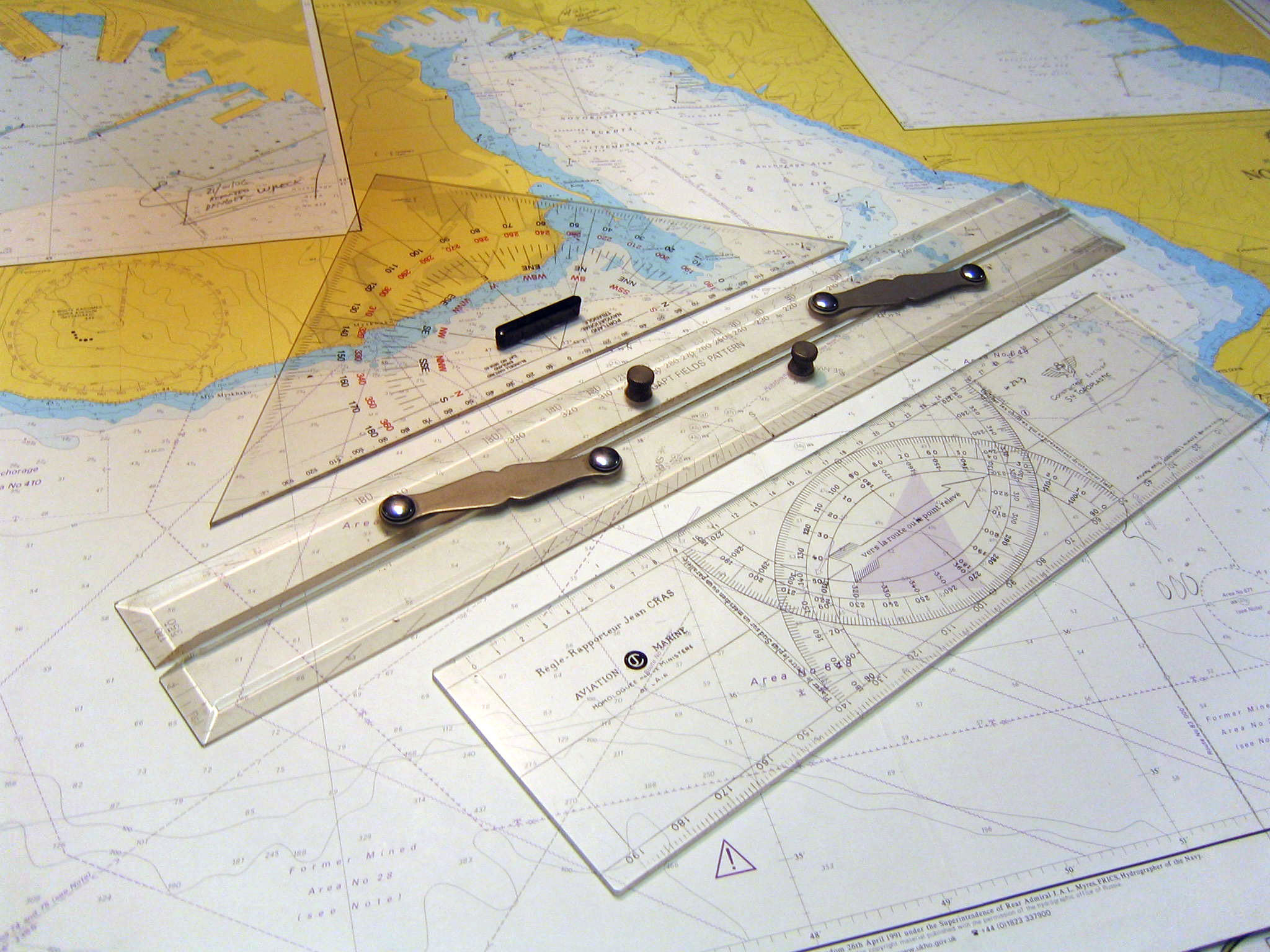
Im Bild-Vordergrund der „Cras-Winkelmesser“

Jean Cras (* 22. Mai 1879 in Brest; † 14. September 1932 ebenda) war ein französischer Komponist und Konteradmiral.

## Leben und Wirken
Sein Vater, Chefarzt der französischen Marine, und seine Mutter waren leidenschaftliche Musikliebhaber; in dieser Atmosphäre begann Cras im frühen Kindesalter mit dem Klavierspiel. Mit 13 Jahren legte er seine erste Komposition vor, die er am Klavier öffentlich vortrug. Ab dem 17. Lebensjahr besuchte er die Marineschule. Seine Mußestunden verbrachte Cras mit Musizieren und Komponieren. 1899 hatte er bereits eine Messe, mehrere Motetten und das Trio Voyage Symphonique komponiert.
Um die Jahrhundertwende begann eine innige und lang andauernde Freundschaft zu dem Komponisten Henri Duparc, der ihm die Streichquartette Beethovens zum analytischen Studium empfahl.
In seiner militärischen Laufbahn war Cras Lehrer an der Marineschule. Hier erdachte er einen Winkelmesser als Navigationshilfe (Règle Cras), die bis zur Einführung der satellitengestützten Navigation auf jedem Schiff in Gebrauch war. Im Ersten Weltkrieg war er Kommandeur eines Torpedobootes. Durch Admiral Auguste Boué de Lapeyrère wurde er als ein Offizier erster Klasse benannt und rückte so in den Marinestab auf.
Inzwischen vollendete er seine Oper Polyphème (Libretto von Albert Samain), die am 22. Dezember 1922 an der Opéra-Comique uraufgeführt wurde. Während seiner Zeit als Kommandeur verschiedener Schiffe nahm er stets ein Klavier mit an Bord, um, wie er sich ausdrückte, einer inneren Stimme zu gehorchen, die ihn zum Komponieren anregte.
Im Februar 1932 führte seine Tochter Collette Cras, die spätere Ehefrau des Komponisten Alexandre Tansman, das ihr gewidmete Konzert für Klavier und Orchester auf.
Ab 1931 war Cras im Dienstgrad eines Konteradmirals verantwortlicher Generalmajor des Kriegshafens von Brest, eine Position, die er bis zu seinem plötzlichen Tod nach kurzer Krankheit im September 1932 innehatte.

## Werke
Cras schuf neben Klaviermusik Chorwerke, Orgelmusik, Orchesterwerke, Trios, Streichquartette und weitere Kammermusik in unterschiedlichen Besetzungen.